# Swainsona galegifolia
Swainsona galegifolia là một loài thực vật có hoa trong chi Swainsona, họ Fabaceae, bản địa của Úc.

## Hình ảnh

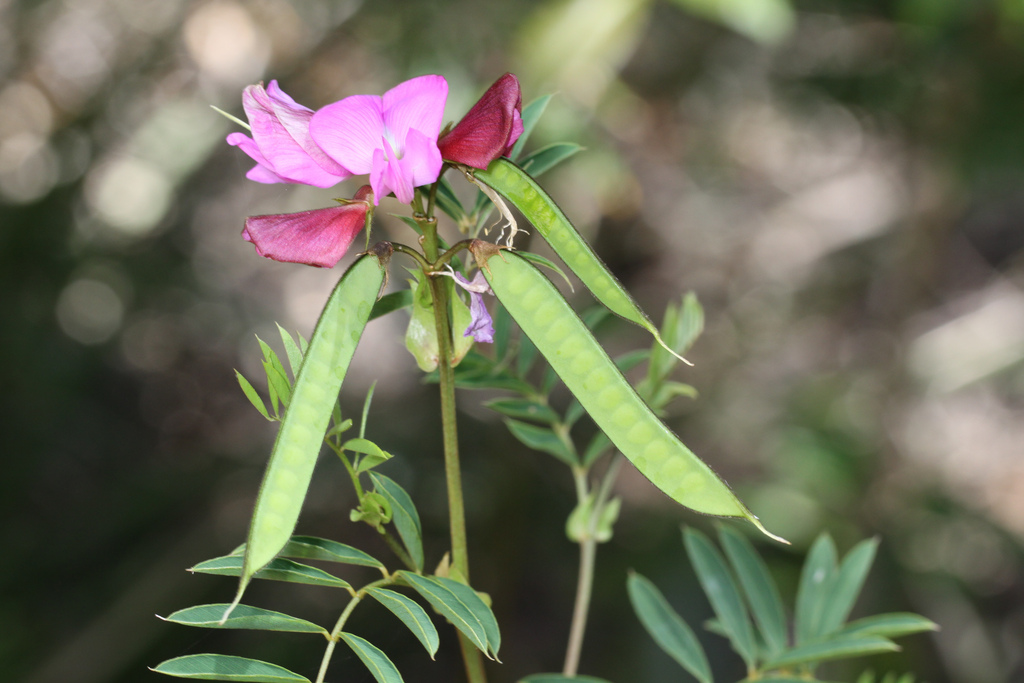